# Anthony de Mello
Anthony de Mello SJ (ur. 4 września 1931 w Bombaju, zm. 2 czerwca 1987 w Nowym Jorku) – hinduski jezuita, psychoterapeuta, mistyk, kierownik duchowy. Sam określał się jako „chrześcijanin Wschodu”, zaś przyjaciele nazywali go „mistrzem modlitwy”.
Największy rozgłos zdobył dzięki książkom i konferencjom z dziedziny duchowości, w których łączył tradycyjną mistykę europejską z myślą Dalekiego Wschodu, nierzadko wchodząc również w obszar psychologii. Jego metody modlitwy oraz ćwiczenia duchowe wykorzystujące technikę psychoanalizy i psychoterapii uważane są za nowatorskie.
Nauka duchowa zawarta we wszystkich jego książkach daje się sprowadzić do trzech podstawowych pojęć: poznania, przebudzenia i świadomości, na których ściśle opiera się ludzkie szczęście, oświecenie oraz miłość. Wiele jego medytacji oraz bajek zwraca uwagę na nieszczęście człowieka płynące z fałszywych przekonań, pragnień bądź wpływu kultury uniemożliwiającego osiągnięcie wewnętrznej wolności. De Mello stawiał przy tym pewien pomost pomiędzy buddyjskimi „Czterema Szlachetnymi Prawdami a „stopniami doskonałości” św. Jana od Krzyża, nie tylko w odniesieniu do wyzbycia się przywiązań względem świata zewnętrznego, ale również w głoszeniu – mówiąc za św. Pawłem – potrzeby śmierci „starego człowieka” i „narodzinach nowego”. Korzystał z języka prostego, potocznego, pełnego żartobliwych anegdot, unikając zbyt intelektualnego dyskursu.
Jedna z jego głównych maksym brzmiała: „Niczego się nie wyrzekać, do niczego się nie przywiązywać”.

## Życiorys
Anthony de Mello pochodził z Goa, ówczesnej portugalskiej kolonii w Indiach. 1 lipca 1947 wstąpił do nowicjatu Towarzystwa Jezusowego. Odbył w Hiszpanii studia filozoficzne, w czasie których zainteresował się Ćwiczeniami duchownymi św. Ignacego Loyoli oraz dziełami innych mistyków europejskich – św. Teresy z Ávili i św. Jana od Krzyża. W słynnej ignacjańskiej formule − „Módl się tak, jakby wszystko zależało od Boga, a działaj, jakby wszystko zależało tylko od ciebie” − widział zarówno swoje doświadczenie religii chrześcijańskiej (pierwszy człon zdania), jak i buddyjskiej (drugi człon). Podobnie też, w sposób eklektyczny, odczytywał inne słynne sformułowania Ojców Kościoła czy mistyków. Na przykład cytat z Wyznań św. Augustyna z Hippony „Nasze serca zostały stworzone dla ciebie, Panie. Niespokojne jest serce, dopóki nie spocznie w Tobie, mój Boże”, kojarzył ze słowami poematu Kabira, „Śmiałem się, gdy mi powiedziano, że ryba w wodzie ma pragnienie”; zaś słowa Mistrza Eckharta, „Boga nie osiąga się w procesie dodawania duszy czegokolwiek, ale przez odejmowanie”, uzupełniał fragmentem świętej księgi hinduizmu, Bhagawadgity: „Rzuć się w wir bitwy, ale serce twe niech trwa wśród kwiecia lotosu, u stóp Pana”.
Po zakończeniu studiów wrócił do Indii, gdzie przez dwa lata zajmował się praktyką pedagogiczną, a następnie odbył czteroletnie studia teologiczne w Punie. 24 marca 1961 roku przyjął święcenia kapłańskie. Następnie studiował psychologię (poradnictwo psychologiczne) na Loyola University w Chicago i duchowość na jednej z najbardziej renomowanych uczelni kościelnych – Uniwersytecie Gregoriańskim w Rzymie. Pełnił funkcję rektora kolegium w Vinayalya, gdzie udzielał rekolekcji ignacjańskich – Ćwiczeń duchownych.
W 1975 założył w Indiach (Lonavla) Instytut Sadhana (the Sadhana Institute of Spirituality and Counselling), centrum kształcenia przewodników duchowych, którym kierował nieprzerwanie aż do śmierci. Prowadził wiele zajęć i kursów z zakresu medytacji. Uznawany był za utalentowanego mówcę.
Pierwszą książkę napisał w wieku 47 lat. Zmarł nagle na atak serca w 1987 na Fordham University w Nowym Jorku. Niektóre z książek wydanych po jego śmierci (m.in. Przebudzenie, Wezwanie do miłości) są zbiorem konferencji rekolekcyjnych zebranych przez przyjaciół, głównie J. Francis Strouda SJ, jego powiernika i szefa De Mello Spirituality Center (organizacji zajmującej się przechowywaniem i kontynuowaniem dziedzictwa de Mello) z siedzibą w Nowym Jorku.

## Przesłanie
Jak zauważa wielu znawców tematu, pozornie awangardowe, często wręcz kontrowersyjne i bulwersujące poglądy Anthony’ego de Mello na niektóre kluczowe wątki religii chrześcijańskiej, w rzeczywistości stanowią jedynie powtórzenie nauk doktorów Kościoła, mistyków, świętych oraz pisarzy wczesnochrześcijańskich. Wymienia się tutaj wyraźne wpływy takich wybitnych osobistości Kościoła katolickiego jak Augustyn z Hippony, Tomasz z Kempis, Johannes Eckhart, Jan od Krzyża, Teresa z Ávili czy Karl Rahner. Nowatorstwo hinduskiego jezuity tkwi jednak w sposobie przekazu dawno znanych prawd, inspirowanym rozmaitymi szkołami psychologii i psychoterapii, tudzież osobistych zawodowych doświadczeń z pacjentami; w przeniesieniu elementów psychodramy, psychorysunku, analizy snów, metafory i wizualizacji, paradoksu oraz technik psychoruchowych do dziedziny rozwoju duchowości. De Mello zwykł przy tym duchowości uczyć przede wszystkim poprzez żartobliwe anegdoty oraz bajki, którymi wzbogacał swoje rekolekcje, wychodząc z założenia, że „przypowieść stanowi najkrótszą drogę pozwalającą dotrzeć do prawdy”. Wśród jego prac zachowało się wręcz kilka tomów zawierających wyłącznie tego typu historyjki. „Posiadają one pewną szczególną właściwość: czytane w określony sposób, dają okazję do duchowego wzrostu”. Jak często zauważano, niektóre mocne tezy ojca de Mello nie powinno się jednak brać nazbyt dosłownie i bezkrytycznie, służą one bowiem przede wszystkim rozbijaniu schematów myślowych, prowokacji do samodzielnego myślenia. Wielokrotnie i przy każdej okazji zaznaczał to zresztą sam autor. „Większość bajek posiada komentarz, który nie chce być niczym innym, jak tylko przykładem komentarza, jaki każdy może ułożyć. Ułóż więc własne komentarze. Nie zadowalaj się tymi, które znajdziesz w książce, gdyż wiele razy okazywały się one zbyt ubogie, a czasem wręcz błędne”.
- Prawdziwa duchowość, miłość i szczęście nie polega na nabywaniu, lecz odrzucaniu pragnień
- Nie ma drogi do duchowości, miłości i szczęścia, ponieważ wszystkie trzy są jedynie sposobem widzenia

### „Zaprogramowanie” i „przebudzenie”
Co ważne, swoją naukę o „zaprogramowaniu” człowieka oparł de Mello na słynnym fragmencie Hymnu o Miłości z 1 Listu do Koryntian św. Pawła z Pisma Świętego [1Kor 13; 12]: „Teraz widzimy jakby w zwierciadle, niejasno...”. Prawdziwa mistyka polega zaś na „widzeniu”.

Utrzymywałem dość dobre stosunki z Panem. Prosiłem Go o różne rzeczy, mówiłem z Nim, śpiewałem Mu chwałę, dziękowałem... Kłopot w tym, że zawsze miałem wrażenie, że On chciał, bym Mu spojrzał w oczy..., czego nie robiłem. [...] Wreszcie któregoś dnia zdobyłem się na odwagę i spojrzałem. W Jego oczach nie było ani wyrzutu, ani wymagań. Jego oczy mówiły jedynie: „Kocham cię!”

### Miłość do bliźniego
Miłość nie jest spełnianiem dobrych uczynków ani kierowaniem swoich pragnień czy uczuć do drugiej osoby. Nie jest też źródłem szczęścia ani potrzebą. Tak jak mistycy chrześcijańscy oraz Biblia [1 Kor 13, 1-13], Anthony de Mello głosił, że miłość (w swojej istocie niemożliwa do zdefiniowania) jest niczym innym jak sposobem „bycia”.

### Miłość do Boga i Boska miłość do człowieka
W wielu konferencjach i książkach ojca de Mello poruszony został problem fałszywych zapatrywań na istotę miłości do Boga, modlitwy oraz Boskiej miłości do człowieka. Hinduski jezuita piętnował wynikające z pychy i niewdzięczności podejście do służby Bogu jako do okazji „wykupienia” u Niego wdzięczności za czynione dobro. Rzekomą miłość do Boga oczekującą jedynie wdzięczności i powodzenia nazwał „kupiecką”, tym samym przeciwstawiając jej miłość najzupełniej bezinteresowną, zdolną do czegoś wręcz przeciwnego niż w poprzednim przypadku − do ascezy. Kwestię tę najdobitniej przedstawił za pomocą medytacji mającej formę krótkiego dialogu, w której pierwsza strona buntuje się: „Nie wstyd Ci, że chcesz płacić za usługę wyświadczoną Ci z miłości?”, by po chwili padła rozstrzygająca odpowiedź Stwórcy: „Ja nie płacę nikomu; jedynie cieszę się twoją miłością”.
Dalszym etapem oświecenia jest radosna zgoda na wszystkie doświadczenia życiowe wynikające z woli Bożej.

Kochać Boga z całego serca, znaczy mówić „tak!”, bezwarunkowo, życiu i wszystkiemu, co życie ze sobą niesie. Przyjąć bez zastrzeżeń wszystko, co Bóg rozporządził w odniesieniu do czyjegoś życia. Mieć takie samo nastawienie jak Jezus, kiedy mówił: Niech się dzieje Twoja wola, nie moja”.

### Religijność i Pismo Święte
Częstym tematem pism Anthony’ego de Mello jest również fałszywie pojmowana religijność, stojąca na przeszkodzie osiągnięciu autentycznej świętości. Problem ten zarysować można w niewielkim schemacie zestawionych ze sobą przeciwieństw, które (co ważne) przez ludzi bywają często mylone:
1. Kościół − sekta
2. religia − pseudoreligia
3. teologia − ideologia

Zdaniem jezuity wyjątkowo niebezpieczna okazuje się być właśnie ideologia, która przez samych ideologów uważana bywa za akt żarliwej religijności. Jej ofiarą był choćby Jezus Chrystus. Tymczasem okazuje się ona przeciwieństwem, czy wręcz wrogiem religii, cechuje ją bowiem ciasnota umysłowa, agresja i wrogość; choć opiera się na dogmacie i Piśmie Świętym, jej źródłem jest Antychryst, a duchem − nie Duch Boży, ale przeciwstawiający się Jemu, brutalny i zachłanny „duch ludzki”. „W związku z tym teolog jest synem nawróconym, powracającym do Ojca, ideolog − synem marnotrawnym”. Mało tego: ideologów przepełnia tak zwany „grzech faryzejski”, ponieważ ich podstawową cechą jest przeświadczenie o bezsprzecznej słuszności własnych przekonań, przyjęcie postawy ludzi oświeconych, mogących decydować o kształcie racji, odrzucenie czy wręcz tępienie prawdy nie zgadzającej się z ich osobistymi sądami. W tej optyce, religia traktowana jest jako zbiór zasad, mających jedynie utwierdzić ideologa we wszystkich jego dotychczasowych przekonaniach. Na tym tle rodzą się fałszywe zapatrywania, nienawiść i wojny na tle religijnym i światopoglądowym itd. „To mi przypomina pewną dziewczynkę, którą zapytano, kto to są poganie. Odpowiedziała: Poganie to ludzie, którzy nie kłócą się z przyczyn religijnych”.
Tymczasem prawdziwie pojęta religijność stanowi o czymś dokładnie przeciwnym − nakłania człowieka do poszukiwania prawdy i samowiedzy, uczy pokory i wyznania własnej „ślepoty”. Ideologia zakłada, że posiadła na własność uniwersalną prawdę. Religia natomiast − że Bóg jest źródłem prawdy, do której należy dążyć. W tym kontekście odczytywać można słowa Jezusa: „Przyszedłem na ten świat, aby spełnić sąd, aby ci, którzy są ślepi, przejrzeli, a ci, którzy widzą, aby się stali ślepymi” [J 9, 39].
Z drugiej strony, nie należy zbyt ortodoksyjnie podchodzić do prawd głoszonych przez wszystkie święte księgi, ponieważ taka postawa nie tylko przeszkadza samodzielnemu myśleniu i duchowemu rozwojowi, ale również częstokroć prowadzi do agresji. W filozofii nowożytnej sytuację tę przedstawił wcześniej Immanuel Kant na podstawie biblijnej Księgi Hioba. Zdaniem niemieckiego filozofa, niezasłużenie cierpiący Hiob wątpił, lecz było to zwątpienie szczere w oczach Boga, dlatego został nagrodzony. Poniżeni zaś zostali przyjaciele Hioba, ponieważ pomimo ich niewzruszonej wiary i pewności, nie mieli szczerości w stosunku do Boga, ich wiara nie pochodziła z serca, lecz z braku samodzielnego przeżywania jej prawd. O krok dalej idzie de Mello w swoim dialogu z Buddą.
A: Sprawy, o których nauczałeś, panie, nie znajdują się w Świętych Pismach.

 B: W takim razie, ty je tam umieść.

 A: Czy pozwolisz zauważyć, panie, że pewne sprawy, których obecnie nauczasz, są wręcz sprzeczne ze Świętymi Pismami?

 B: W takim razie popraw pisma.
Anthony de Mello sugeruje ponadto, że konflikt między ludźmi ortodoksyjnie przywiązanymi do treści Pisma Świętego a ludźmi „poprawiającymi pisma” na drodze swojego duchowego rozwoju przypomina niegdysiejszy konflikt między uczonymi w Prawie faryzeuszami a Chrystusem, który m.in. uzdrawiał w szabat, choć Prawo tego zabraniało.

### Podejście doteodycei
Pomimo iż nauka duchowa Anthony’ego de Mello już w założeniu stanowi remedium na nieszczęście, hinduski jezuita sam w pewnym momencie mówi o tajemnicy cierpienia. Jak się okazuje, ograniczenie to wynika nie tyle z samej nauki, co po prostu z niedoskonałych zdolności poznawczych człowieka zestawionych z różnorodnością świata oraz boską tajemnicą życia. Prawda o zaprogramowaniu naszej świadomości nie obejmuje ani nie wyjaśnia obecnego w świecie zła wynikającego z cierpienia fizycznego, wojny, głodu czy zniszczenia. Mentalne uwolnienie się od własnego ja nie przynosi bowiem leku na te obszary ludzkiego doświadczenia, chociaż i w tym przypadku należy pamiętać o „przebudzeniu”. De Mello wskazuje na wiele przyczyn cierpienia, ale w gruncie rzeczy nie stara się zgłębić do końca jego tajemnicy. Mało tego, próby takiego zgłębiania jawią mu się jako absurd.

Nie istnieje wyjaśnienie wszelkiego cierpienia, zła, męczarni, zniszczenia i głodu na świecie. Nigdy tego nie wyjaśnisz. Możesz bawić się swymi wyjaśnieniami, religijnymi czy też innymi − ale nie wyjaśnisz tego nigdy. Bo życie jest tajemnicą, co oznacza, że twój myślący umysł nie jest tego w stanie rozwikłać. Dlatego właśnie masz się przebudzić i wtedy dopiero pojmiesz, że nie w świecie ukryte są problemy, ale że ty sam jesteś problemem.

## Opinia Kościoła katolickiego

### Krytyka i zarzuty ze strony Kościoła
W 1998 jego publikacje zostały skrytykowane przez Kongregację Nauki Wiary Kościoła katolickiego (na czele której stał kardynał Ratzinger, późniejszy papież) jako niedopuszczalne odejście od doktryny katolickiej w stronę religii Wschodu (buddyzmu, taoizmu) i panteizmu.
Główne zarzuty kierowane przez autorów krytycznej Notyfikacji pod adresem poglądów hinduskiego jezuity:
- Zastąpienie przez niego objawienia Bożego dokonanego w Chrystusie przez intuicję Boga, twierdzeniem, że aby ujrzeć Boga, wystarczy patrzeć na stworzony świat, pewna forma religii naturalnej.
- Odejście od chrześcijańskiej definicji Boga: określenie Boga jako czystej pustki, Niepoznawalnego, twierdzenie, że jedyna znajomość jest nieznajomością, poglądy głoszące, że nawet pytanie o Jego istnienie jest już czystym absurdem.
- Traktowanie Pisma Świętego i innych świętych ksiąg oraz wszystkich religii wyłącznie jako informacji służącej do osiągnięcia wewnętrznego spokoju, która interpretowana nieodpowiednio jest przeszkodą w dążeniu do Prawdy i czyni ludzi agresywnymi oraz ograniczonymi.
- Zrównanie Jezusa z innymi mistrzami duchowymi.
- Niechrześcijańska koncepcja losu człowieka po śmierci – „rozpłynięcia” w Bogu nieosobowym na podobieństwo soli w wodzie.
- Bagatelizowanie pytania o ostateczne przeznaczenie człowieka.
- Dobro i zło są tylko rozumowym wartościowaniem narzuconym na rzeczywistość; nie można mówić o obiektywnych zasadach moralnych, ponieważ zło jest jedynie nieznajomością dobra.

### Próby obrony w łonie Kościoła
Mimo że Kongregacja Nauki Wiary jednoznacznie stwierdziła, iż poglądy ks. Anthony’ego de Mello SJ są „nie do pogodzenia z wiarą katolicką” i „mogą prowadzić do poważnych szkód”, w łonie Kościoła pojawiły się próby jego obrony. Główne argumenty tej grupy:
- Część jego książek została wydana bez autoryzacji, m.in. jako zbiory nauk rekolekcyjnych. Dotyczy to zwłaszcza późnych, szczególnie atakowanych publikacji (np. Przebudzenia wydanego już po jego śmierci). Dlatego też jego poglądy mogły ulec, celowemu bądź nie, zniekształceniu, przesunięciu akcentów, etc.
- Zbyt dosłowne odbieranie słów, które w zamierzeniu były tylko hiperbolami, „odginaniem blachy w drugą stronę”, próbami burzenia schematów myślowych czytelników, alegoriami.
- Zapominanie, że punktem wyjścia wszystkich jego refleksji było chrześcijaństwo, którego nigdy oficjalnie się nie wyrzekł i które było zawsze, choćby w domyśle, obecne.

## Twórczość
- Sadhana: Ścieżka do Pana Boga, 1978 (wydanie polskie 1989)
- U źródeł (wydanie polskie 1981)
- Śpiew ptaka, 1982 (wydanie polskie 1989).
- Modlitwa żaby (The Prayer of the Frog) tom I, II, 1988 (wydanie polskie 1992)
- Przebudzenie, 1990 (wydanie polskie 1992)
- Wezwanie do miłości (wydanie polskie 1991)
- Minuta mądrości (wydanie polskie 1992)
- Minuta nonsensu (wydanie polskie 1994)
- Kontakt z Bogiem, 1991 (wydanie polskie 1993)
- Ciało i dusza w modlitwie (wydanie polskie 1997)
- Rozwiązać pęta (wydanie polskie 1997)
- Szukaj Boga we wszystkim (wydanie polskie 2011)
- Odkryć życie na nowo (wydanie polskie 2013)
- Przestań siebie naprawiać (Stop Fixing Yourself: Wake Up, All Is Well - wydanie angielskie 13 kwietnia 2021) (wydanie polskie 2022)

Niektóre polskie wydania były wznawiane (inna okładka) i mogą mieć późniejszą datę wydania niż podana powyżej.

## Książki o de Mello
- Bez obciążeń - Wspominając Tony'ego de Mello (Carlos G. Valles) (WAM 1994)
- Sadhana z Anthonym de Mello (Carlos G. Valles) (ZYSK I S-KA 1995)
- Słysząc śpiew ptaka. Spotkania z Anthonym De Mello SJ (Aurel Borys SJ, Joseph Pulickal SJ) (WAM 1999)
- Rekolekcje z Tonym de Mello - Ćwiczenia medytacyjne (John Callanan SJ) (WAM 1999)
- Poszukiwania duchowe z Tonym de Mello (John Callanan SJ) (WAM 2003)
- Co nam ofiarował chrześcijanin Wschodu? "Sprawozdanie'' z lektury pism Anthony'ego de Mello (Jacek Konarski) (KOS 2003)

Książka "Bez obciążeń - Wspominając Tony'ego de Mello" oraz "Sadhana z Anthonym de Mello" autorstwa Carlosa G. Vallesa jest właściwie tym samym, jedynie tłumaczenie jest lekko inne (inni tłumacze); w pierwszym przypadku przekład został zrobiony przez Ewę Nartowską, a w drugim przypadku przez Justynę i Jana Grzegorczyka.